# Efraín Ríos Montt
Efraín Ríos Montt (Huehuetenango, 16 de juny de 1926 - Ciutat de Guatemala, 1 d'abril de 2018) va ser un militar i polític guatemalenc, President de Guatemala de facto entre 1982 i 1983. El 10 de maig de 2013 fou condemnat a 80 anys de presó pels delictes de genocidi i crims contra la humanitat, atesa la seva responsabilitat en la mort de centenars d'indígenes ixil durant la Guerra civil a Guatemala. Aquesta sentència va ser anul·lada només 10 dies després per un defecte en el judici.